# 东风乡 (白城市)
东风乡，是中华人民共和国吉林省白城市洮北区下辖的一个乡镇级行政单位。

## 行政区划
东风乡下辖以下地区：
长发村、大青山村、青山村、金宝村、绿水村、致富村、工农村、友谊村、长利村、长青村、乘风村和三跃村。